# Joseph Anicet Barthélemy
Pour les articles homonymes, voir Barthélemy.
Joseph Anicet Barthélemy est un négociant et banquier français né le 17 avril 1758 à Aubagne et mort le 13 mars 1819 à Paris.

## Biographie
Joseph Anicet Barthélemy est le fils d'Honoré Barthélemy, bourgeois d'Aubagne, et de Gabrielle Jourdan. Il est le neveu de l'abbé Jean-Jacques Barthélemy et le frère du marquis François Barthélemy et de l'abbé André Barthélemy de Courcay.
Il entre dans les affaires et devient négociant. Il s'associe avec Jean-Baptiste Duchesne, avec qui il fonde à Paris la société Barthélémy, Duchesne et Cie en l'an V, qui évolue par la suite en maison de banque.
Le 31 juillet 1798, il se marie avec Avoie Michel de Grilleau, petite-fille de Jean Michel de Grilleau. Elle est veuve de Charles Jean François de Pont (1767-1796), ministre plénipotentiaire et fils de l'intendant Jean Samuel de Pont. Leur fille unique, Henriette Barthélemy, épousera Élie de Dampierre.
Le 19 mars 1804, il acquiert le château de Fontenay-sous-Bois.
Devenu membre du Conseil général de la Seine, de la Chambre de commerce de Paris et de la commission de surveillance de la caisse d'amortissement, il est élu président de la chambre de commerce en 1813. En ces qualités, il signe l'adresse, rédigée le 1er avril 1814 par Nicolas François Bellart, en faveur du rétablissement de la monarchie.
Le roi Louis XVIII l'anoblit par lettres patentes du 2 août suivant avec la Légion d'honneur.
De nouveau à la tête de la Chambre de commerce à partir de 1816, il la préside jusqu'à sa mort en 1819. Cette même année 1816, il est nommé président du collège électoral des Bouches-du-Rhône le 5 septembre et chevalier de l'ordre de Saint-Michel le 31 décembre. Il est également vice-président du collège électoral du département de la Seine et administrateur civil des hospices de Paris.

## Hommages
La rue Barthélemy, dans le 15e arrondissement de Paris, est nommé en son hommage.

### Sources
- Charles Weiss, Biographie universelle, Furne, 1841
- Michel Fleury, Bertrand Gille, Dictionnaire biographique du Conseil municipal de Paris et du Conseil général de la Seine (1800-1830). Volume 1, Commission des travaux historiques, 1975
- Notices sur les présidens de sections et les députés sortants, 1817
- Les Bouches-du-Rhône: encyclopédie départementale, Volume 2 ; Volume 4, Archives départementales des Bouches-du-Rhône, 1937
- Eustache-Marie Courtin, Encyclopédie moderne, Lejeune, 1824
- Histoire d'Aubagne, chef-lieu de Baronnie: depuis son origine jusqu'en 1789, Barlatier et Barthelet, 1889